# Кошибеево (Сасовский район)
Кошибе́ево — село в Сасовском районе Рязанской области России.
Входит в состав Демушкинского сельского поселения.

## Этимология
По распространённому мнению название населённого пункта относится ещё ко временам нашествия монголо-татар. Для сбора дани («кошь») в каждом районе находился чиновник («бей»), отвечающий за контроль над данным процессом. Судя по всему название и образовано от одновременного произношения этих двух слов.

## Географическое положение
Село находится в северо-восточной части Сасовского района, в 17 км к северо-востоку от райцентра на междуречье Цны и Мокши.
Ближайшие населённые пункты:
- село Барашево в 2,5 км по грунтовой (4,5 км по асфальтированной) дороге к востоку;
- село Бастаново в 7 км по асфальтированной дороге к юго-западу;
- деревня Старое Амесьево в 3 км к юго-западу по грунтовой дороге;
- посёлок Новое Амесьево в 6,5 км к западу по грунтовой дороге;
- село Устье в 4 км к северо-западу, на противоположном берегу Цны (переправы через реку не существует).

Ближайшая железнодорожная станция Сасово в 17 км к юго-западу по асфальтированной дороге; ближайшая платформа — 383 км — в 13 км к юго-западу.

### Климат
Климат умеренно континентальный с умеренно жарким летом (средняя температура июля +19 °С) и относительно холодной зимой (средняя температура января −11 °С). Осадков выпадает около 600 мм в год.

### Гидрография
Рядом с селом располагаются озёра Долгое и Шокша.

## История
Территория вокруг села заселена очень давно. Рядом с ним располагается Кошибеевский могильник, относимый к культуре рязано-окских могильников, носители которой, вероятно, были финно-угорскими племенами, возможно, древняя мордва. В нём были обнаружены многочисленные металлические изделия, как то: шейные гривны, височные кольца, нагрудные бляхи-фибулы, привески из трёх лопастей. Датируется Кошибеевский могильник примерно III-V вв. н. э., временем раннего формирования культуры рязано-окских могильников (ранее некоторыми учёными предпринимались попытки выделения т. н. «кошибеевской культуры»).
Одно из самых ранних упоминаний села (под названием Кошебеево) содержится в писцовой книге Шацкого уезда 1617 года. Тогда четь этого села принадлежала служилому человеку Даниле Микитину сыну Брюхатову, там располагалось его поместье, другая четь (также с поместьем) была во владении Матвея Иванова сына Горохова. Само село находилось в составе Подлесного стана.
С 1861 г. деревня Кошибеево входила в Ласицкую волость Елатомского уезда Тамбовской губернии.
С 2004 г. и до настоящего времени село входит в состав Демушкинского сельского поселения. До этого момента являлось административным центром Кошибеевского сельского округа.

## Население
| 1984 | 1989 | 2002 | 2007 | 2010 |
| ---- | ---- | ---- | ---- | ---- |
| 370  | ↘368 | ↘306 | ↘253 | ↗262 |

## Инфраструктура

#### Дорожная сеть
В селе 4 улицы: А. Ильева, Дружбы, Мира, Садовая.

#### Транспорт
Автобус до Сасово ходит очень редко.

#### Инженерная инфраструктура
Электроэнергию село получает по тупиковой ЛЭП 10 кВ от подстанции 35/10 кВ «Рожково», находящейся в селе Демушкино.

#### Образование
В селе присутствует начальная школа.

## Рекреация
В окрестностях деревни находится родник, считающийся святым источником.

## Люди, связанные с селом
- Ильев, Иван Николаевич (1922—1949) — участник Великой Отечественной войны, Герой Советского Союза.